# Earl Ray Tomblin

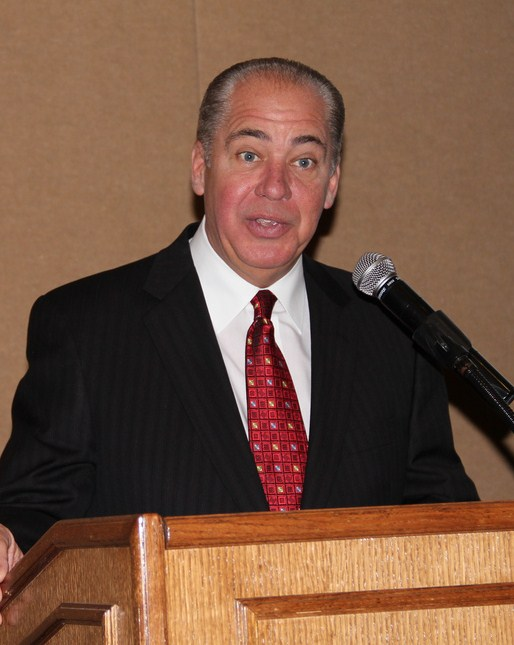
Earl Ray Tomblin (Februar 2011)

Earl Ray Tomblin (* 15. März 1952 im Logan County, West Virginia) ist ein US-amerikanischer Politiker (Demokratische Partei) und war von 2010 bis 2017 Gouverneur des Bundesstaates West Virginia. Nachdem er zuvor seit dem Jahr 2000 das Amt des Vizegouverneurs ausgeübt hatte, rückte er 2010 durch die Wahl von Gouverneur Joe Manchin in den Senat der Vereinigten Staaten zu dessen Nachfolger als Gouverneur auf.

## Leben
Earl Tomblin besuchte die West Virginia University, an der er den Bachelor of Science erwarb. Es folgte der MBA-Abschluss an der Marshall University; außerdem studierte er noch an der University of Charleston. Er ist seit 1979 verheiratet und hat einen Sohn. Die Marshall University verlieh ihm ebenso einen Ehrendoktortitel wie das Southern West Virginia Community and Technical College. Nach dem Abschluss seiner Ausbildung betätigte sich Tomblin zunächst als Lehrer und später als Geschäftsmann. Er lebt mit seiner Frau in Chapmanville.
Seine politische Laufbahn begann mit der Wahl in das Abgeordnetenhaus von West Virginia, wo er von 1974 bis 1978 verblieb. Danach zog er 1980 in den Staatssenat ein, dem er seitdem ununterbrochen angehört. Am 11. Januar 1995 stieg er zum Präsidenten dieser Parlamentskammer auf. Mit 15 Jahren Amtszeit war Tomblin der am längsten amtierende Senatspräsident in der Geschichte West Virginias.
Im Jahr 2000 wurde durch einen Beschluss des Staatsparlaments der Posten eines Vizegouverneurs als Vertreter des Gouverneurs geschaffen, wobei diese Aufgabe automatisch dem amtierenden Präsidenten des Staatssenats zufiel. Durch den Sieg von Gouverneur Manchin bei der Nachwahl um das Mandat des verstorbenen US-Senators Robert Byrd – mit Carte Goodwin war zwischenzeitlich ein kommissarischer Nachfolger ernannt worden – ging dessen Amt auf Tomblin über, der am 15. November 2010 seinen Amtseid ablegte.
Am 18. Januar 2011 ordnete der Supreme Court of Appeals of West Virginia, das höchste Gericht des Staates, die Ansetzung einer Nachwahl für den 4. Oktober desselben Jahres an. Earl Ray Tomblin setzte sich in der Primary seiner Partei mit 40,4 Prozent der Stimmen vor Rick Thompson (24,1 Prozent), dem Speaker des Abgeordnetenhauses, sowie Secretary of State Natalie Tennant (17,3 Prozent) durch und traf damit bei der Wahl auf den Republikaner Bill Maloney, einen politisch unerfahrenen Geschäftsmann. Die Umfragen sagten einen knappen Ausgang voraus, doch letztlich gelang es Tomblin, sich mit 50:47 Prozent der Stimmen durchzusetzen. Im Jahr 2012 wurde er bei der regulären Gouverneurswahl für vier Jahre gewählt. Zur Gouverneurswahl am 8. November 2016 trat Tomblin auf Grund der vorgeschriebenen Begrenzung auf zwei Amtszeiten nicht an. Es kandidierte sein demokratischer Nachfolger Jim Justice, der dann auch die Wahl gewann.